# Liste de l'observatoire mondial des monuments (2014)
Pour les articles homonymes, voir Liste de l'observatoire mondial des monuments.
Cet article recense les sites concernés par l'observatoire mondial des monuments en 2014.

## Généralités
L'observatoire mondial des monuments (World Monuments Watch en anglais) est le programme principal du Fonds mondial pour les monuments (World Monuments Fund), une organisation non gouvernementale à but non lucratif basée à New York, aux États-Unis. Cet observatoire a pour but d'identifier et de préserver les biens culturels importants en danger.
Tous les deux ans depuis 1996, le programme publie la liste des 100 sites les plus en danger, nécessitant des efforts de protection et de financement urgents. Ces sites sont proposés par les gouvernements, des organismes privés actifs dans le domaine patrimonial ou des individus. La liste est produite par un panel d’experts internationaux en architecture, archéologie, histoire de l'art et préservation ou restauration de sites patrimoniaux.

## Liste
| Site                                                              | Lieu                                            | Pays                     | Photo |
| ----------------------------------------------------------------- | ----------------------------------------------- | ------------------------ | ----- |
| Éclairage au gaz et lampadaires                                   | Berlin                                          | Allemagne                |       |
| Église et monastère Sainte-Catherine-de-Sienne (es)               | Buenos Aires                                    | Argentine                |       |
| Monastère Saint-Grégoire de Bardzrakach                           | Dsegh, Lorri                                    | Arménie                  |       |
| Collégiale Sainte-Croix                                           | Liège                                           | Belgique                 |       |
| Centre historique de Rangoun                                      | Rangoun                                         | Birmanie                 |       |
| Serra da Moeda                                                    | Minas Gerais                                    | Brésil                   |       |
| Funiculaires de Valparaíso                                        | Valparaíso                                      | Chili                    |       |
| Palacio La Alhambra (es)                                          | Santiago                                        | Chili                    |       |
| Pok Fu Lam (zh)                                                   | Hong Kong                                       | Chine                    |       |
| Anciens champs du lit du río San Jorge                            | Córdoba et Sucre                                | Colombie                 |       |
| Bangwe Funi Aziri                                                 | Iconi, Grande Comore                            | Comores                  |       |
| Bayt Al-Razzaz (en)                                               | Le Caire                                        | Égypte                   |       |
| Musée Remigio Crespo Toral                                        | Cuenca, Azuay                                   | Équateur                 |       |
| Pavillon et parc Güell                                            | Barcelone                                       | Espagne                  |       |
| Église San Pedro Apóstol (es)                                     | Buenache de Alarcón, Cuenca                     | Espagne                  |       |
| Jefferson National Expansion Memorial                             | Saint-Louis, Missouri                           | États-Unis               |       |
| Taliesin                                                          | Spring Green, Wisconsin                         | États-Unis               |       |
| The Cloisters et Palisades                                        | New York et New Jersey                          | États-Unis               |       |
| Chinati Foundation                                                | Marfa, Texas                                    | États-Unis               |       |
| Maison de Henry Klumb (en)                                        | San Juan, Porto Rico                            | États-Unis               |       |
| Maison, studio et atelier de George Nakashima (en)                | Comté de Bucks, Pennsylvanie                    | États-Unis               |       |
| Yemrehanna Krestos                                                | Amhara                                          | Éthiopie                 |       |
| Églises Saint-Merri et Notre-Dame-de-Lorette                      | Paris                                           | France                   |       |
| Uaxactun                                                          | Petén                                           | Guatemala                |       |
| Hôtel de ville de Georgetown (en)                                 | Georgetown                                      | Guyana                   |       |
| Juna Mahal                                                        | Dungarpur, Rajasthan                            | Inde                     |       |
| Maison de Salīm Chishtī                                           | Fatehpur-Sikrī, Uttar Pradesh                   | Inde                     |       |
| Ville historique de Bîdâr                                         | Bîdâr, Karnataka                                | Inde                     |       |
| Trowulan                                                          | Mojokerto, Java oriental                        | Indonésie                |       |
| Peceren (id) et Dokan (id)                                        | Karo, Sumatra du Nord                           | Indonésie                |       |
| Villages ngada de Florès                                          | Florès, petites îles de la Sonde                | Indonésie                |       |
| Reliefs sculptés de Khinnis                                       | Kurdistan                                       | Irak                     |       |
| Muro dei Francesi                                                 | Ciampino, Latium                                | Italie                   |       |
| Venise                                                            | Venise                                          | Italie                   |       |
| Centre historique de L'Aquila                                     | L'Aquila, Abruzzes                              | Italie                   |       |
| Volières des jardins Farnèse                                      | Rome                                            | Italie                   |       |
| Sanro-den du temple de Sukunahikona                               | Ōzu, Ehime                                      | Japon                    |       |
| Sites patrimoniaux touchés par le séisme de 2011                  | Tōhoku et Kantō                                 | Japon                    |       |
| Champ de dolmens de Damiya                                        | Damiya                                          | Jordanie                 |       |
| Vieille ville de Lamu                                             | Lamu                                            | Kenya                    |       |
| Monastère de Polog                                                | Kavadartsi                                      | Macédoine                |       |
| Sites patrimoniaux du Mali                                        |                                                 | Mali                     |       |
| Parc Fundidora (es)                                               | Monterrey, Nuevo León                           | Mexique                  |       |
| Retables des hautes terres du Chiapas                             | San Cristóbal de Las Casas et Teopisca, Chiapas | Mexique                  |       |
| Île de Mozambique                                                 | Nampula                                         | Mozambique               |       |
| Forêt sacrée Osun-Oshogbo                                         | Osogbo, Osun                                    | Nigeria                  |       |
| Centre historique de Shikarpur                                    | Shikarpur                                       | Pakistan                 |       |
| Capilla de la Virgen Concebida de Kuchuhuasi                      | Quispicanchi, Cuzco                             | Pérou                    |       |
| Chan Chan                                                         | Trujillo, La Libertad                           | Pérou                    |       |
| Cerro Sechín                                                      | Casma, Ancash                                   | Pérou                    |       |
| Gran Pajatén                                                      | Mariscal Cáceres, San Martín                    | Pérou                    |       |
| Bibliothèque Joanina de l'université de Coimbra                   | Coimbra                                         | Portugal                 |       |
| Fort de Nossa Senhora da Graça                                    | Elvas, Portalegre                               | Portugal                 |       |
| Grande synagogue de Iași                                          | Iași                                            | Roumanie                 |       |
| Églises en bois du nord de l'Olténie et du sud de la Transylvanie | Olténie et Transylvanie                         | Roumanie                 |       |
| Battersea Power Station                                           | Londres                                         | Royaume-Uni              |       |
| Manoir de Sulgrave                                                | Sulgrave, Northamptonshire                      | Royaume-Uni              |       |
| Deptford Dockyard et Sayes Court (en) Garden                      | Londres                                         | Royaume-Uni              |       |
| Glacière et kasbah de Grimsby                                     | Grimsby, Lincolnshire                           | Royaume-Uni              |       |
| Bukit Brown                                                       | Singapour                                       | Singapour                |       |
| Sites patrimoniaux de Syrie                                       |                                                 | Syrie                    |       |
| House of Wonders et Palace Museum                                 | Stone Town, Zanzibar                            | Tanzanie                 |       |
| Christ Church (en)                                                | Stone Town, Zanzibar                            | Tanzanie                 |       |
| Centre historique de Dar es Salam                                 | Dar es Salam                                    | Tanzanie                 |       |
| Anciennes terrasses de Battir                                     | Bethléem, Cisjordanie                           | Territoires palestiniens |       |
| Cathédrale de Mren                                                | Digor, Kars                                     | Turquie                  |       |
| Cité universitaire de Caracas                                     | Caracas                                         | Venezuela                |       |